# Пламя (песня)
«Пламя» — песня украинской певицы Надежды Мейхер, выпущенная в качестве сингла в июне 2015 года.

## История
Впервые композиция была исполнена на вечеринке телеканала «Music Box» 13 июня 2014 года, однако официальный релиз сингла состоялся лишь 19 июня 2015 года. Слова и музыка Айны Вильберг. Музыкальное продюсирование: Елены Кипер. Сингл стал одним из этапом достаточно радикального отхода певицы от стилистики группы ВИА Гра.

## Критика
Алексей Мажаев из InterMedia в своей рецензии назвал песню «не самым выдающимся в мире синглом», однако отметил, что он «заставил слушателей заинтересоваться Надеждой Мейхер как певицей». Также он сказал, что если сингл раскрутить, то он станет довольно запоминающимся. Не смог Алексей обойти стороной и этнические подпевки в «Пламени», сказав, что «после них ждёшь каких-то гуцульских танцев». Ещё Мажаев пишет, что Надежда и этника не простое сочетание, «а в содружестве с нежной мелодией и красивым тембром и вообще почти убойное».
Денис Ступников, критик KM.RU, описывая сборник компании «Союз», куда вошла песня, упомянул её среди других четырёх песен из альбома, как свидетельство того, что «старая гвардия держит марку».